# エリック・バイリー
- エリキ・バイイー
- エリキ・バイイ

エリック・バイリー（Eric Bertrand Bailly, フランス語発音: [eʁik bɛʁ.tʁɑ̃ baji]; 1994年4月12日 - ）は、コートジボワール出身のサッカー選手。ビジャレアルCF所属。コートジボワール代表。ポジションはディフェンダー。

## 経歴

### クラブ
2011年にスペインに渡り、RCDエスパニョールのカンテラに入団。2013年にBチームに昇格し、翌2014年のトップチームデビュー。10月のレアル・ソシエダ戦でリーガ初出場し、2-0の完封勝利に貢献。エスパニョールの若手有望株として注目されていたが、アフリカネイションズカップ2015開催のためにコートジボワール代表に合流していた2015年1月に、ガブリエウ・パウリスタをアーセナルFCに放出したビジャレアルCFが、バイリーの獲得に興味を示し、1月29日にビジャレアルへの移籍が決定。コートジボワール代表が同大会で優勝したために、チーム合流が2月末まで遅れたが、初出場となった2月22日のSDエイバル戦で、1-0の完封勝利に貢献した。
2016年6月8日に、移籍金4000万ユーロでマンチェスター・ユナイテッドへ移籍が決定し、バイリーは2年間の延長オプションの付いた4年間の契約を結んだ。加入直後の8月にチームの月間最優秀選手に選ばれるなど期待され、2016-17シーズンは25試合に出場した。
2017-18シーズンは2017年11月に踝を負傷した影響で翌年の2月まで離脱を余儀なくされた。
2018-19シーズンにベンチ降格となったことで移籍が噂されたが残留。そのシーズンに監督のジョゼ・モウリーニョが解任され、ポール・ポグバが解任を喜ぶような投稿をした一方でバイリーは前指揮官に感謝を綴っている。4月28日に靭帯を負傷し、残りのシーズンを全休した。
2022年8月24日、オリンピック・マルセイユへの買取オプション付きの期限付き移籍が発表された。
2023年9月5日、ベシクタシュJKへの移籍が決定。
2023年12月30日、古巣ビジャレアルCFへの復帰が発表され、1年半の契約を結んだ。

### 代表
2014年12月にアフリカネイションズカップ2015に向けてコートジボワール代表に初招集。2015年1月11日のナイジェリア代表との親善試合で代表デビュー。ネイションズカップの優勝を経験した。

## 個人成績
| クラブ                       | シーズン | リーグ         | リーグ戦 | リーグ戦 | カップ戦 | カップ戦 | リーグ杯 | リーグ杯 | 国際大会 | 国際大会 | その他 | その他 | 合計 | 合計 |
| クラブ                       | シーズン | リーグ         | 出場     | 得点     | 出場     | 得点     | 出場     | 得点     | 出場     | 得点     | 出場   | 得点   | 出場 | 得点 |
| ---------------------------- | -------- | -------------- | -------- | -------- | -------- | -------- | -------- | -------- | -------- | -------- | ------ | ------ | ---- | ---- |
| エスパニョール               | 2014-15  | プリメーラ     | 5        | 0        | 0        | 0        | -        | -        | -        | -        | 0      | 0      | 5    | 0    |
| エスパニョール               | 通算     | 通算           | 5        | 0        | 0        | 0        | -        | -        | -        | -        | 0      | 0      | 5    | 0    |
| ビジャレアル                 | 2014-15  | プリメーラ     | 10       | 0        | 0        | 0        | -        | -        | 2        | 0        | 0      | 0      | 12   | 0    |
| ビジャレアル                 | 2015-16  | プリメーラ     | 25       | 0        | 3        | 0        | -        | -        | 7        | 1        | 0      | 0      | 35   | 1    |
| ビジャレアル                 | 通算     | 通算           | 35       | 0        | 3        | 0        | -        | -        | 9        | 1        | 0      | 0      | 47   | 1    |
| マンチェスター・ユナイテッド | 2016-17  | プレミアリーグ | 25       | 0        | 0        | 0        | 1        | 0        | 11       | 0        | 1      | 0      | 38   | 0    |
| マンチェスター・ユナイテッド | 2017-18  | プレミアリーグ | 13       | 1        | 2        | 0        | 0        | 0        | 3        | 0        | 0      | 0      | 18   | 1    |
| マンチェスター・ユナイテッド | 2018-19  | プレミアリーグ | 12       | 0        | 1        | 0        | 1        | 0        | 4        | 0        | 0      | 0      | 18   | 0    |
| マンチェスター・ユナイテッド | 2019-20  | プレミアリーグ | 4        | 0        | 3        | 0        | 0        | 0        | 4        | 0        | 0      | 0      | 11   | 0    |
| マンチェスター・ユナイテッド | 2020-21  | プレミアリーグ | 12       | 0        | 1        | 0        | 3        | 0        | 5        | 0        | 0      | 0      | 21   | 0    |
| マンチェスター・ユナイテッド | 通算     | 通算           | 66       | 1        | 7        | 0        | 5        | 0        | 27       | 0        | 1      | 0      | 106  | 1    |
| 総通算                       | 総通算   | 総通算         | 127      | 1        | 10       | 0        | 5        | 0        | 36       | 1        | 1      | 0      | 179  | 2    |

| クラブ          | シーズン | リーグ    | リーグ戦 | リーグ戦 | 合計 | 合計 |
| クラブ          | シーズン | リーグ    | 出場     | 得点     | 出場 | 得点 |
| --------------- | -------- | --------- | -------- | -------- | ---- | ---- |
| エスパニョールB | 2013-14  | セグンダB | 20       | 0        | 20   | 0    |
| エスパニョールB | 2014-15  | セグンダB | 1        | 0        | 1    | 0    |
| 総通算          | 総通算   | 総通算    | 21       | 0        | 21   | 0    |

### 試合数
2017年4月7日現在
| コートジボワール代表 | 国際Aマッチ | 国際Aマッチ |
| 年                   | 出場        | 得点        |
| -------------------- | ----------- | ----------- |
| 2015                 | 12          | 0           |
| 2016                 | 5           | 0           |
| 2017                 | 11          | 0           |
| 2018                 | 5           | 1           |
| 2019                 | 1           | 1           |
| 2020                 | 2           | 0           |
| 2021                 | 2           | 0           |
| 通算                 | 38          | 2           |

## タイトル

### クラブ
マンチェスター・ユナイテッドFC
- FAコミュニティ・シールド : 2016
- フットボールリーグカップ : 2016-17
- UEFAヨーロッパリーグ : 2016-17

### 代表
コートジボワール
- アフリカネイションズカップ：2015年